# Coelioxys texana
Coelioxys texana är en biart som beskrevs av Cresson 1872. Coelioxys texana ingår i släktet kägelbin, och familjen buksamlarbin. Inga underarter finns listade i Catalogue of Life.